# Mark Heap
Mark Heap (Kodaikanal, 13 maggio 1957) è un attore e comico britannico.

## Biografia
Heap è nato a Kodaikanal, Tamil Nadu, India, da padre inglese e madre americana, Heap è il più giovane di quattro figli. Ha iniziato a recitare nel 1980 come membro dei Medieval Players, una compagnia itinerante che si esibiva in spettacoli teatrali medievali, con trampoli, giocoleria e marionette. In seguito, Heap ha fatto parte con Mark Saban del duo di teatro di strada The Two Marks. Ha recitato nello sketch show della BBC Big Train (1998-2002), insieme ad altre star della commedia come Simon Pegg, Julia Davis, Kevin Eldon, Catherine Tate, Amelia Bullmore, Rebecca Front, Nick Frost e Tracy-Ann Oberman.

## Filmografia parziale

### Cinema
- Octopussy - Operazione piovra (Octopussy), regia di John Glen (1983)
- Bring Me the Head of Mavis Davis, regia di John Henderson (1997)
- About a Boy - Un ragazzo (About a Boy), regia di Paul e Chris Weitz (2002)
- The Calcium Kid, regia di Alex De Rakoff (2004)
- La fabbrica di cioccolato (Charlie and the Chocolate Factory), regia di Tim Burton (2005)
- Confetti, regia di Debbie Isitt (2006)
- Scoop, regia di Woody Allen (2006)
- Stardust, regia di Matthew Vaughn (2007)
- Captain Eager and the Mark of Voth, regia di Simon DaVision (2008)
- La fine del mondo (The World's End), regia di Edgar Wright (2013)
- All Stars, regia di Ben Gregor (2013)
- The Comedian's Guide to Survival, regia di Mark Murphy (2016)
- The House, regia di Emma de Swaef, Marc James Roels, Niki Lindroth von Bahr, Paloma Baeza (2022)
- L'accademia del bene e del male (The School for Good and Evil), regia di Paul Feig (2022)
- Il tuo Natale o il mio? (Your Christmas or Mine?), regia di Jim O'Hanlon (2022)

### Televisione
- Happiness – serie TV, 12 episodi (2001-2003)
- Green Wing – serie TV, 18 episodi (2004-2006)
- Lark Rise to Candleford – serie TV, 37 episodi (2008-2011)
- Friday Night Dinner – serie TV, 37 episodi (2011-2020)
- L'ispettore Barnaby (Midsomer Murders) – serie TV, episodio 16x01 (2013)
- Delitti in Paradiso (Death in Paradise) – serie TV, episodio 3x06 (2014)
- Maigret – serie TV, 4 episodi (2016-2017)
- Upstart Crow – serie TV, 19 episodi (2016-2018)
- Il giovane ispettore Morse (Endeavour) – serie TV, episodio 3x04 (2016)
- Le avventure senza capo né coda di Dick Turpin (The Completely Made-Up Adventures of Dick Turpin) – serie TV, 6 episodi (2024)
- Nell - Rinnegata (Renegade Nell), regia di Ben Taylor, Amanda Brotchie, MJ Delaney – miniserie TV, puntate 6-7 (2024)

## Doppiatori italiani
Nelle versioni in italiano delle opere in cui ha recitato, Mark Heap è stato doppiato da:
- Franco Mannella in Stardust
- Mino Caprio ne La fine del mondo
- Emiliano Coltorti ne L'Accademia del Bene e del Male
- Roberto Chevalier ne Il tuo natale o il mio?
- Saverio Indrio ne Le avventure senza capo né coda di Dick Turpin
- Alessio Cigliano in Nell - Rinnegata

Da doppiatore, è stato sostituito da:
- Alessandro Quarta in The House